# 紐豪斯 (明尼蘇達州)
紐豪斯（英語：Newhouse）是位於美國明尼蘇達州休斯頓縣斯普林格羅夫鎮區的一個非建制地區。

## 地理
紐豪斯所處的海拔為高於海平面365米（即1198英呎），而該地所採用的時區為UTC-6，即北美中部時區（CST）。同時該地設有夏令時間，為UTC-6調快一小時，即UTC-5（CDT）。